# Jan Enjebo
Jan Enjebo, född 14 februari 1958, är en svensk basketspelare. Han tävlade i herrturneringen vid olympiska sommarspelen 1980.